# Фурк (Гар)
Фурк (фр. Fourques) насеље је и општина у јужној Француској у региону Лангдок-Русијон, у департману Гар која припада префектури Ним.
По подацима из 2011. године у општини је живело 2893 становника, а густина насељености је износила 75,65 становника/km². Општина се простире на површини од 38,24 km². Налази се на средњој надморској висини од 3 метра (максималној 15 m, а минималној 1 m).

## Демографија
| 1962. | 1968. | 1975. | 1982. | 1990. | 1999. | 2011. |
| ----- | ----- | ----- | ----- | ----- | ----- | ----- |
| 1.489 | 1.492 | 1.614 | 2.047 | 2.251 | 2.544 | 2.893 |

График промене броја становника у току последњих година